# Утврђење у Дофену
Утврђење у Дофену (енгл. Fort Dauphin), данас музеј, била је једна од насеобина из 18. века, намењена за боравак заједнице од око 500 ловаца и особа других занимања и трговину крзном у Манитоби, Канада. Насеље Винипегосис на обали истоименог језера права је локација Утврђења Дофен изграђеног од стране француског истраживача Пјер Готје де Варена (фр. Pierre Gaultier de Varennes, sieur de La Vérendrye). 
На локацији у граду Дофену, по узору на прво утврђење, о коме је писао и истраживач Пјер Готје де Варен, изграђен је данашњи Музеј утврђења Дофен (енгл. Fort Dauphin Museum). Иза дрвене палисадне ограде која окружује утврђење-музеј, размештени су објекти (по узору на некадашњу постају за трговину крзном). У музеју је изложено на стотине артефакта из живота људи који су у 18. и 19. веку насељавали област Паркленда (између Језера Манитоба и Језера Винипегосис на истоку и границе Манитобе са Саскачеваном на западу), почев од праисторијских Абориџина, па све до Метиса и другиг народа, који су на овај простор дошли по доласку прве парне локомотиве и успостављања железничког саобраћаја у другој половини 19. века.

## Статус
Простор у Винипегосису, на коме се налазило првобитно утврђење, 1943. године проглашено је за историјски локалитет Канаде од националног значаја, и означено пригодном зарубљеном каменом пирамидом од притесаног камена.

## Историја утврђења
Према историјским подацима, Пјер Готје де Варен, био је први бели човек за кога се поуздано зна да је ступио на обале језера Дофен 1739. године. У знак поштовања и оданости према Краљу, он је овај простор прогласио престоницом - „Језеро Дофен“.
Пјер Готје де Варен, иако нарушеног здравља, јако осиромашен и без средстава за живот, кренуо је са својим сарадницима у нова истраживања, северо-западних делове Манитобе (области Паркланд), из Утврђења Рине (енгл. Fort la Reine), данас Портиџ ла Прери не би ли повратио стару славу и зарадио новац, за француско канадског трговца крзном и истраживач Луиса Жозефа, који је финансирао ову експедицију, и учврстио и обезбедио успешно обављање трговине у западним територијама Манитобе. Он је у новоотркривеним областима 1741. године изградио Утврђење Дофен, а његови сарадници, још неколико сличних, (енгл. Fort Bourbon) на језеру (енгл. Cedar Lake), и (енгл. Fort Paskojac) на месту града Пес, (енгл. The Pas). Ову област, у том историјском периоду, претежно су настањивали припадници Првих нација (локална Абориџинских племена Северне Америке, Кри и Асинибојн).
Према изјави једног од првих истраживача Паркленда Пјер Готје де Варена од 26. маја 1742. године европски колонизатори од новозапоседнутих западних делова Манитобе имали су вишеструке користи:
| „ | Велики број људи (напомена: колонизатори) снабдевали су предузеће за које сам радио бројним потребштинама, робовима за потребе колоније и крзном које је одлазило на енглеско тржиште? | ” |

Ова изјава даје неке индиције о размерама трговине робљем у овом Региону. Већина канадских историчара, међутим, из разлога које није превише тешко разумети, игноришу овај аспект у својим истраживањима.
Током наредних 150 година (почев од 1741) мало се чуло и писало о Утврђењу Дофен, осим што се његово име повремено помињало, по производњи усева, у аналима трговинске компаније „Хадсон Беј“, која је имала испоставу у утврђењу близу ушћа реке Valley River.
Мада су подаци недовољно поуздани, сматра се ја првобитно Утврђење Дофен дефинитивно напуштенио око 1860. године.
Двадесетак година касније (између 1880 и 1883 године), браћа Nagle, Метиси, из племана Абориџина, који су живели на обалама Језера Дофен, преселили су се на простор данашњег града Дофена, јер су установили да је земља изузетно повољна за обраду и сејање усева, и на њој засадили кромпир и друге прве усеве у окружењу будућег града Дофена.
Када је железница с краја 19. века дошла у Паркланд све бројнији европски досељеници, међу којима је било много оних из Источне Европе, пре свега Украјине, населило је област и створило од ње најбогатију житницау на свету. Уз помоћ плуга досељеници су преобразили преријске пашњаке у поља зрелог жита, уљане репице (каноле), кукуруза и тако изменили изглед пејзажа прерије. 
Духовна и културна традицију коју са собом донели пионири Паркланда, осећа се и у општини Дофен у свакој цркви и школи, сваком пољу и шуми коју су они као и на својим фармама оплеменили, и подредили свом начину живота.

## Музејска поставка
Музеј, изграђен на обали реке Вермилион у самом граду Дофену, има девет објеката укључујући; ковачницу, цркву, куће за смештај трапера, учионицу Сандрингхемске школе бр, 722 (изграђену 1894), трговачки део-брвнару (изграђену 1892) и друге објекте.
У музеју, на бројним паноима и сликама приказана је трговине крзном и историјат развоја и живота у Дофену, почев од првих староседелаца, Првих нација или Абориџина, који су ово подручје населили у праисторијском периоду пре 6.000 година, и на њему живели до доласка првих истраживача, трапера и трговаца крзном, и првих по рођењу Метиса раних потомака пионира осталих нација из Европе који су населили ово подручје и жена Првих нација на овом простору.

## Паркланд археолошка лабораторија
У оквиру музеја налази се и „Паркланд археолошка лабораторија“ (енгл. Parkland Archaeological Laboratory), истраживачки центар, који је за ово подручје Канаде изграђен 1985. године. У њему је каталогизирано преко 80.000 артефаката, и више од 10.000 информација, о више од 1.000 археолошких налазишта у ширем региону Паркланда.

## Издвојени споменици
На простору испред улаза у музеј налазе се два споменика у облику камених пирамида од притесаног камена у разним бојама. 
- Први споменик, подигли су 1931. године, чланови Удружења пионира Дофена, у чест првих појединаца и породица који су населили ово подручје између 1883. и 1895. године. На спомен плочи наведена су њихова имена и хронолошки приказани значајни догађаји током овог развојог периода Дофена.[7]

- Други споменик, подигао је Саветодавни одбор Манитобе, у част историјски познатог истраживача и картографа, енглеског порекла, Питера Фидлера (енгл. Peter Fidler, 1769—1822), чија су најзначајнија истраживања обухватила област између Залива Хадсон (енгл. Hudson Bay) и језера Атабаска, укључујући и доњи слив реке Черчил (енгл. Churchill River). Он је такође истраживао, на северу и југу око тока реке Саскачеван.[8]